# Leonid Pitamic

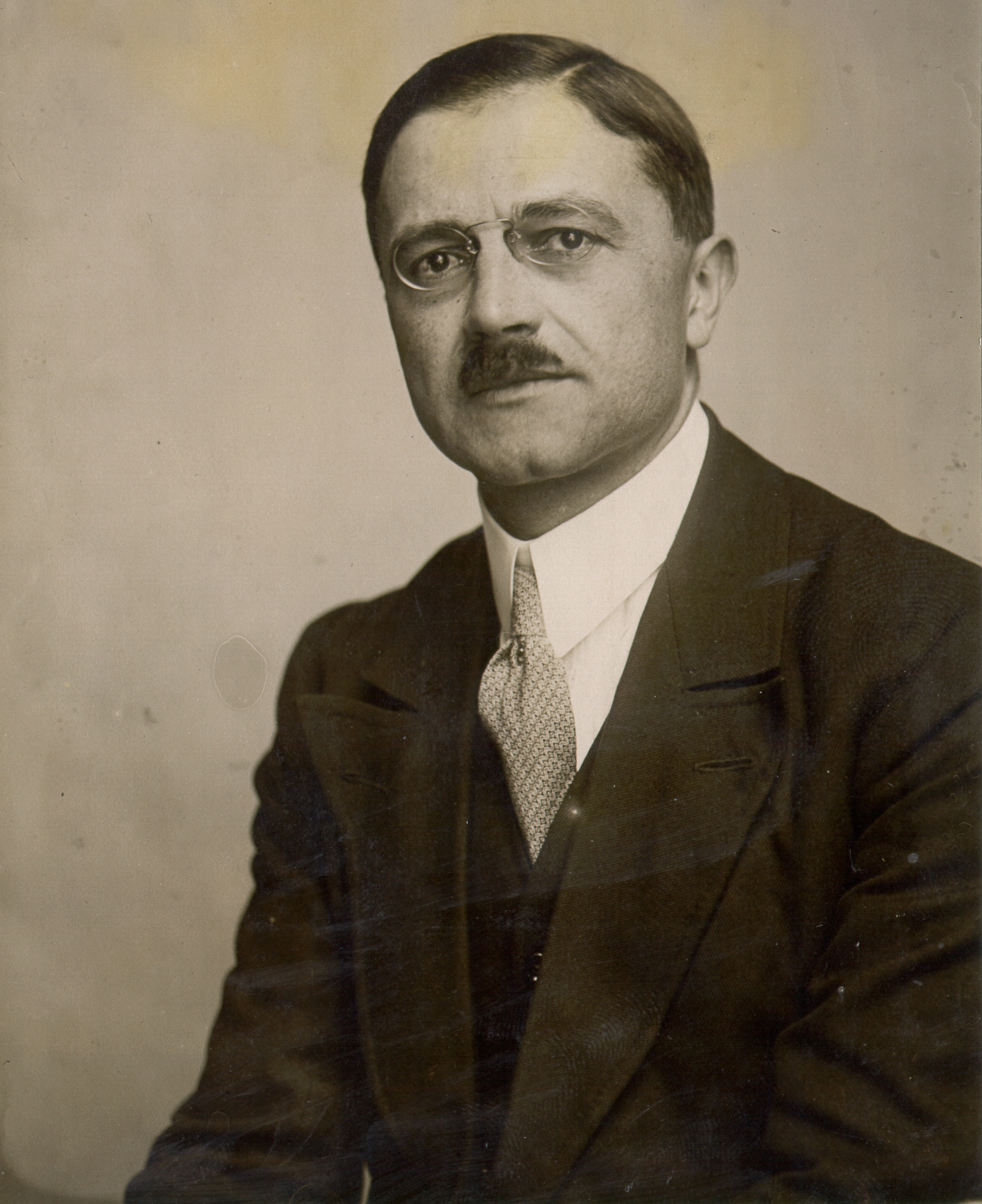
Leonid Pitamic

Leonid Pitamic (* 15. Dezember 1885 in Postojna, Österreich-Ungarn; † 30. Juni 1971 in Ljubljana) war ein jugoslawischer Rechtsgelehrter, Philosoph, Pädagoge und jugoslawischer Botschafter.

## Leben
Pitamic war der Sohn des Rechtsanwalts Ivan Pitamic und seiner Ehefrau Irena, geb. Maricki. Er besuchte das Gymnasium in Gorica / Görz, anschließend das Theresianum in Wien, wo er 1903 das Abitur ablegte. Von 1903 bis 1907 studierte er Jura in Wien, 1908 wurde er dort promoviert. Bis 1913 arbeitete er bei der Landesregierung in Ljubljana und bei den Bezirkshauptmannschaften in Krško, Litija und Postojna, ab 1913 war er wieder in Wien. 1915 habilitierte er sich an der Juristischen Fakultät in Wien als Privatdozent für allgemeine Staatslehre und österreichisches Staatsrecht und 1917 noch für Rechtsphilosophie. 1918 wurde er außerordentlicher Professor an der Universität Czernowitz, konnte diese Stellung wegen des Krieges jedoch nicht antreten. Er ging nach Ljubljana, wo er politisch tätig war, unter anderem war er Mitglied der jugoslawischen Delegation bei der Friedenskonferenz in Paris. Pitamic war einer der Gründer der Universität Ljubljana und der erste Dekan der rechtswissenschaftlichen Fakultät (1919/20 und 1940/41). Im Schuljahr 1925/26 übernahm er den Posten als Rektor der Universität Ljubljana. Zwischen den Jahren 1929 und 1934 war er außerdem unter König Alexander I. Botschafter Jugoslawiens in den Vereinigten Staaten. 1935 wurde er als Botschafter pensioniert und war nun als Professor an der Universität Ljubljana tätig, bis er 1952 pensioniert wurde.
Pitamic publizierte ca. 70 Monographien, Artikel, Abhandlungen und Buchbesprechungen in mehreren Sprachen, in erster Linie in slowenischer, deutscher und englischer Sprache.
Er war Mitglied des Internationalen Instituts für Öffentliches Recht in Paris und der Internationalen Diplomatenakademie in Paris. Außerdem verlieh die Katholische Universität von Amerika in Washington ihm die Ehrendoktorwürde. Der Akademie der Wissenschaften und Künste in Ljubljana gehörte er bis 1948 an, als er aus politischen Gründen nicht als Vollmitglied bestätigt wurde. Seit 1988 wird er unter den verstorbenen Akademiemitgliedern aufgeführt, 1996 wurde er von der Akademie rehabilitiert. Im gleichen Jahr wurde eine Büste von Pitamic vor dem Universitätsgebäude aufgestellt.

## Werke (Auswahl)
- Recht des Abgeordneten auf Diäten, Wien: Deuticke 1913 (Wiener staatswissenschaftliche Studien; 11, 2).
- Die parlamentarische Mitwirkung bei Staatsverträgen in Österreich, Wien: Deuticke 1915 (Wiener staatswissenschaftliche Studien; 12, 1).
- Denkökonomische Voraussetzungen der Rechtswissenschaft, [Wien]: [Manz] [1917].
- Zur Lehre von der richterlichen Funktion. In: Gesellschaft, Staat und Recht, hrsg. von Alfred Verdross unter Mitarb. von Josef Dobretsberger, Wien 1931, S. [295]–308.
- A treatise on the state, Baltimore, Md.: Furst 1933.
- An den Grenzen der reinen Rechtslehre, Universitätsbibliothek Kiel